# Camila Cibils
Camila Cibils (Montevideo, 1 de diciembre de 1984) es una periodista y locutora uruguaya. 

## Biografía
Curso sus estudios en el Colegio Juan Zorrilla de San Martín de los Hermanos Maristas y en la Universidad de la Ciudad de Nueva York, ese último estudio lo alternó con una pasantía en la cadena Univisión.
Entre 2007 y 2015 fue movilera de Subrayado por Canal 10.
Conduce el programa radial De taquito a la mañana en Radio Universal junto a Cecilia Olivera y Paula Echevarría, con quienes condujo entre 2018 y 2020, el magacín Tarde o temprano por Canal 12.
En 2019 Cibils fue galardonada con el Premio Legión del Libro otorgado por la Cámara Uruguaya del Libro.

### Radio
- 2019-presente De taquito a la mañana.

### Televisión
| Programas     | Programas        | Programas | Programas                    |
| ------------- | ---------------- | --------- | ---------------------------- |
| Año           | Titulo           | Canal     | Rol                          |
| 2007-2015     | Subrayado        | Canal 10  | Notera                       |
| 2010-2014     | Salí             | Canal 20  | Presentadora                 |
| 2013-2014     | Camaleones       | Canal 10  |                              |
| 2018-2018     | Todos contra mi  | Teledoce  |                              |
| 2018-2020     | Tarde o Temprano | Teledoce  | Presentadora                 |
| 2019-presente | Telemundo        | Teledoce  | Presentadora de espectáculos |